# 人皇

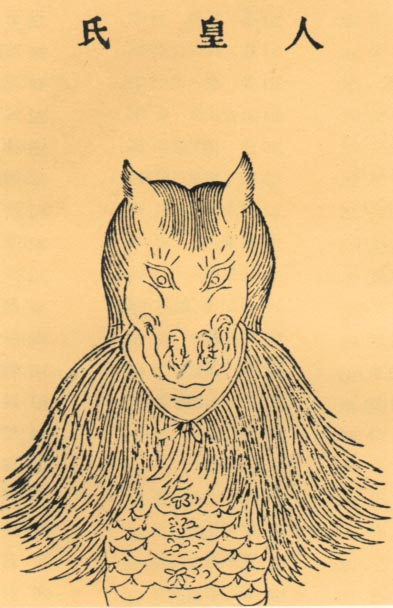
人皇。「三才図会」より。

人皇（じんこう）は、道教及び中国神話における神。天地人の三皇の一つである。また、古代中国における伝説上の帝王。人皇は地皇から生まれたとされる。泰皇（たいこう）とも呼ばれるが、人皇と同一視するか否かは諸説存在する。
『三才図会』に描かれた想像図では、胴体が蛇（天皇・地皇には腕が描かれている）で、顔はたて髪のある人外（天皇・地皇は人の顔で描かれている）と、三皇の中でも外観が人間とはかけ離れている。『三才図会』では、外観上、一番人に似ているのは天皇だが、体には鱗が描かれ、一方、地皇は、頭にとさかを有し、羽毛が一部にあり、腕は鳥類の脚となっている。。